# 하지카정
하지카정(葉鹿町)은 도치기현의 남서부 아시카가군에 속했던 정이다. 

## 역사
- 1889년 4월 1일 - 정촌제 시행에 의해 아시카가군 오마타촌이 성립하였다.
- 1893년 3월 18일 - 오마타촌에서 분립해 하지카촌이 성립하였다.
- 1923년 1월 1일 - 하지카촌이 정으로 승격해 하지카정이 되었다.
- 1955년 3월 31일 - 오마타정, 미와촌과 함께 사카니시정이 되었다.
- 1962년 10월 1일 - 사카니시정이 미쿠리야정과 함께 아시카가시에 편입되었다.

## 교통

### 철도
- 일본국유철도 (현 동일본 여객철도)
  - 료모선